# Mediji v Bosni in Hercegovini
Mediji v Bosni in Hercegovini se nanašajo na množične medije s sedežem v Bosni in Hercegovini (BiH). Televizijo, radio, revije in časopise upravljajo tako državne kot profitne družbe, ki so odvisne od oglaševanja, naročnin in drugih prihodkov, povezanih s prodajo. Ustava Bosne in Hercegovine zagotavlja svobodo govora, čeprav politični in poslovni pritiski skupaj z administrativno razdrobljenostjo še vedno ovirajo neodvisnost novinarjev in medijev.     
Kot država v tranziciji s povojno dediščino in zapleteno notranjepolitično strukturo je medijski sistem Bosne in Hercegovine v stanju preoblikovanja. V zgodnjem povojnem obdobju (1995–2005) so razvoj medijev usmerjali predvsem mednarodni donatorji in agencije, ki so vlagale v pomoč pri rekonstrukciji, diverzifikaciji, demokratizaciji in profesionalizaciji medijev.
Povojni razvoj je vključeval ustanovitev neodvisne regulativne agencije za komuniciranje, sprejetje Kodeksa za tisk, ustanovitev Sveta za tisk, dekriminalizacijo obrekovanja, uvedbo zakona o svobodi dostopa do informacij in vzpostavitev sistema javne radiotelevizije iz nekdanje državne radiodifuzne postaje. Kljub temu je mednarodno podprta pozitivna dejanja pogosto ovirala domača elita, profesionalizacija medijev in novinarjev pa je potekala le počasi. Visoka pristranskost in povezanost med mediji in političnimi sistemi ovirajo spoštovanje poklicnega kodeksa ravnanja.